# Nymula menalcidas
Nymula menalcidas är en fjärilsart som beskrevs av Adalbert Seitz 1913. Nymula menalcidas ingår i släktet Nymula och familjen Riodinidae. Inga underarter finns listade i Catalogue of Life.